# Вальтер, Михаэль
Михаэль Вальтер (нем. Michael Walter; 12 марта 1959, Пирна, ГДР — 6 августа 2016) — немецкий саночник, выступавший за сборную ГДР в 1980-е годы, чемпион мира в Оберхофе (1985).

## Спортивная карьера
Начал заниматься санным спортом в 1973 г. в Цвиккау, затем занимался в спортивном клубе «Трактор» (Обервизенталь). В 1976 году он дебютировал на чемпионате Европы среди юниоров и в 1978 году занял на них дважды пятое и один раз — шестое место. 
На зимней Олимпиаде в Лейк-Плэсиде (1980) был запасным. Принимал участие в двух зимних Олимпийских играх, лучший результат показал на играх 1984 года в Сараево, где в программе мужских одиночных заездов занял четвёртое место, на соревнованиях 1988 года в Калгари выступил чуть хуже, по итогам всех заездов поднявшись лишь до пятой позиции.
Являлся обладателем двух медалей чемпионатов мира, в его послужном списке одно золото (Оберхоф, 1985) и одно серебро (Хаммарстранд, 1981) — обе награды за состязания мужских одиночек. Спортсмен дважды был призёром чемпионатов Европы, в 1986 году в Хаммарстранде пришёл третьим (одиночки), а в 1988 году в Кёнигсзее занял второе место (командные соревнования). Кроме того, побеждал в общем зачёте Кубка мира сезона 1983/84. Чемпион ГДР (1984).
По завершении спортивной карьеры получил строительное образование и управлял строительной компанией в Аннаберг-Буххольце.